# Simone Schelberg

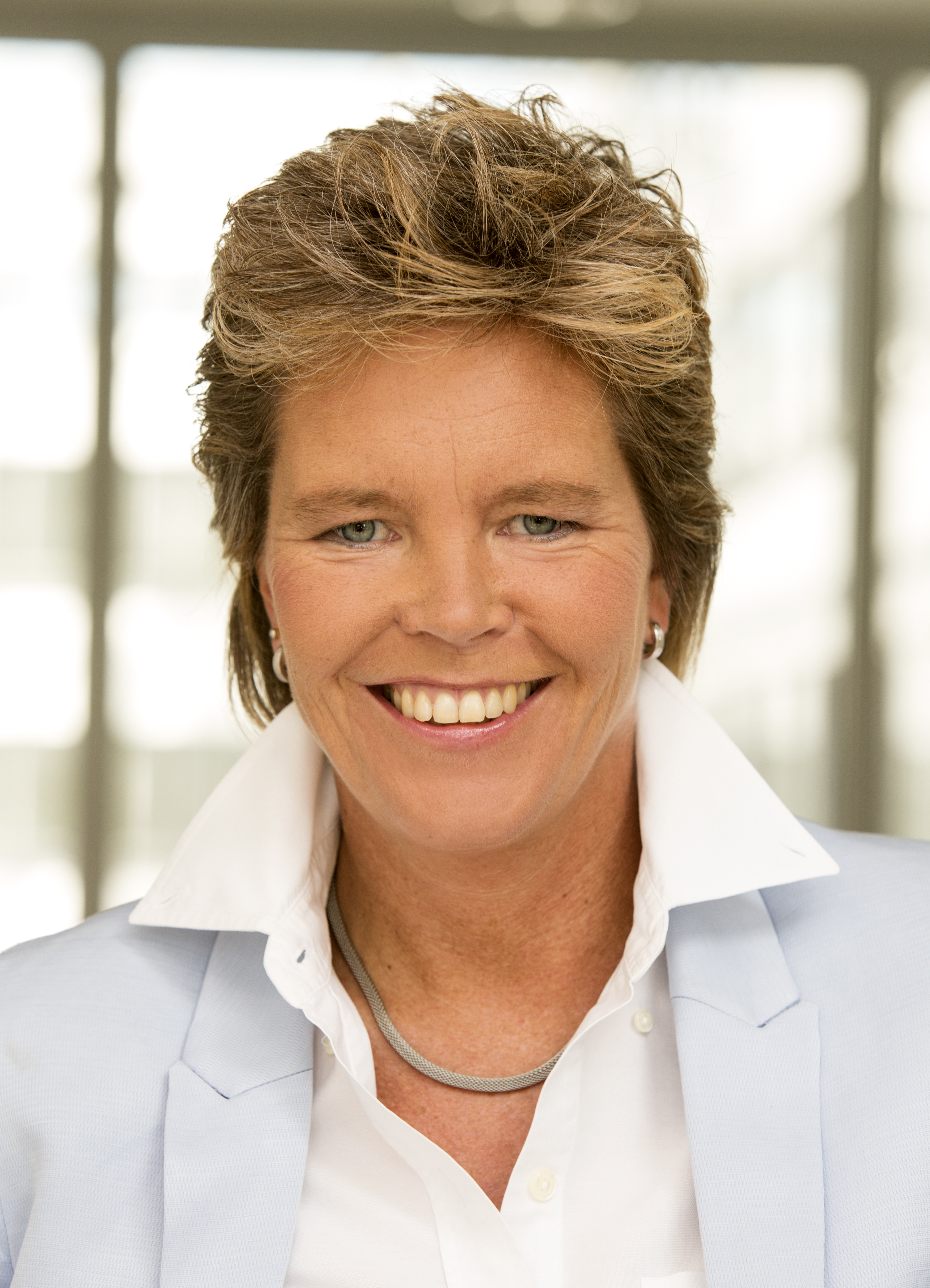
Simone Schelberg 2014

Simone Schelberg, geb. Sanftenberg (* 24. Juni 1969 in Frankfurt am Main) ist eine deutsche Juristin mit Schwerpunkt Medienrecht. Von 2007 bis 2022 war sie als Landessenderdirektorin für die Programme des Südwestrundfunks (SWR) Rheinland-Pfalz verantwortlich. Seit November 2022 ist sie Co-Direktorin des Mainzer Medieninstituts.

## Leben
Schelberg studierte Rechtswissenschaften und promovierte 1997 an der Goethe-Universität Frankfurt am Main. Sie ließ sich als Rechtsanwältin nieder. Ab 1999 war sie bei der Deutschen Welle Leiterin der Stabsstelle in der Programmdirektion des Auslandsfernsehens und dann Fernsehreferentin des Intendanten. Im März 2002 kam sie als Leiterin der Hauptabteilung Fernsehen „Land und Leute“ zum SWR und wurde dort im Juni 2007 auf Vorschlag des Intendanten Peter Voß Landessenderdirektorin in Rheinland-Pfalz als Nachfolgerin von Uwe Rosenbaum.
Am 18. November 2011 (ab 1. Juni 2012) sowie am 18. November 2016 (ab 1. Juni 2017) wurde Schelberg durch den Landesrundfunkrat Rheinland-Pfalz zweimal im Amt bestätigt. 
Sie war u. a. von 2007 bis 2022 Vorsitzende des Herzenssache e. V., Vorsitzende des Kuratoriums der Deutschen Radiophilharmonie Saarbrücken/Kaiserslautern, Kuratoriumsmitglied des MedienKompetenz Forums Südwest, stellvertretende Vorsitzende des Kuratoriums der Stiftung Villa Musica Rheinland-Pfalz, Vorstandsmitglied der Internationalen Gutenberg-Gesellschaft Mainz e. V. und Vorsitzende des Zukunftsbeirats Mainzer Medienwirtschaft, einer Initiative von Wirtschaft, Rundfunkanstalten Wissenschaft und Politik.
Seit November 2022 ist Schelberg Co-Direktorin des Mainzer Medieninstituts. Sie teilt sich die Leitung mit Matthias Cornils.
 

Über den journalistischen Beruf sagte sie in ihrer Begrüßungsansprache zum 17. MainzerMedienDisput: 

„Entscheidend ist, dass die innere Haltung des Journalisten Qualität will und sein Arbeitgeber ihm den Rücken stärkt.“

## Schriften
- Klasse statt Masse? Stärkung öffentlich-rechtlicher Rundfunkanstalten als Mittel zur nationalen Vielfaltssicherung im Rahmen grenzüberschreitender Programmangebote in Europa. Eine Analyse des Zielkonfliktes zwischen nationalen Qualitätsansprüchen, technischem Fortschritt und europäischen Marktprinzipien, Peter Lang Verlag, Frankfurt a. Main 1998, ISBN 978-3-631-32500-1.
- (Hrsg. mit Dieter Dörr und Rolf Schwartmann): Medienherausforderungen der Zukunft. Seminar zum nationalen und internationalen Medienrecht vom 06.-10. Dezember 2006 in Lech am Arlberg (Österreich), Peter Lang Verlag, Frankfurt a. Main 2008, ISBN 978-3-631-56967-2.